# Bol Bol
Bol Manute Bol, dit Bol Bol, né le 16 novembre 1999 à Khartoum au Soudan, est un joueur américano-sud-soudanais de basket-ball évoluant au poste d'ailier fort.

## Biographie

### Jeunesse
Bol Bol est le fils d'Ajok Kuag et de l'ancien joueur de basket-ball soudanais Manute Bol. En 1998, après une frappe de missile américaine (Opération Infinite Reach) pendant la seconde guerre civile soudanaise, Manute Bol a été accusé d'être un espion américain et a été empêché par le gouvernement soudanais de fuir aux États-Unis. En 2001, la famille s'est rendue au Caire, en Égypte, où elle a été bloquée pendant plusieurs mois en raison d'un problème de visa malgré avoir acquis des billets pour les États-Unis auprès d'amis américains. L'année suivante, alors que Bol Bol avait deux ans, sa famille a déménagé dans le Connecticut en tant que réfugiés politiques désignés. Sur les encouragements de son père, il a commencé à jouer au basket à l'âge de quatre ans, bien qu'il ait été initialement réticent. Bol Bol a finalement commencé à s'entraîner avec son père dans un gymnase. À l'âge de sept ans, il a déménagé à Olathe dans le Kansas, une ville avec une grande population soudanaise. Sa première offre de la Division I (NCAA) est venue de l'État du Nouveau-Mexique, alors qu'il n'était encore qu'en huitième année.

### Carrière universitaire (2018-2019)
Bol Bol rejoint l'université de l'Oregon lors de la saison 2018-2019 (en) sous la direction de l'entraîneur-chef Dana Altman (en). Au début de la saison, il est considéré comme l'une des meilleures perspectives pour la draft de la NBA. Le 6 novembre 2018, Bol Bol fait ses débuts avec un double-double marquant ainsi 12 points, prenant 12 rebonds et réalisant 3 contres en 23 minutes contre l'université d'État de Portland (en). Il enregistre plus tard  32 points et 11 rebonds lors d'une défaite de 89–84 contre les Tigers de Texas Southern. Après avoir enregistré 20 points, 9 rebonds et 4 contres dans une victoire de 66 à 54, Bol Bol se blesse au pied gauche le 12 décembre à San Diego, ce qui le rend indisponible pour le reste de la saison. Il se déclare candidat à la draft 2019 de la NBA après sa première saison.

### Carrière NBA

#### Nuggets de Denver (2019-2022)
Il est sélectionné au second tour en 44e position de la draft NBA 2019 par le Heat de Miami puis ses droits sont envoyés du côté des Nuggets de Denver. Le 4 septembre 2019, il signe un contrat two-way avec les Nuggets de Denver pour la saison à venir. Bol Bol inscrit son premier double-double en NBA G League le 20 novembre, enregistrant un total de 16 points, 11 rebonds et deux blocks lors d'une victoire 115–105 contre les Mad Ants de Fort Wayne. Le 24 novembre, les Nuggets de Denver décide de rappeler Bol Bol après seulement quatre matchs disputés en Gatorade League.
Le 24 novembre 2020, les Nuggets de Denver le signent pour une durée de deux saisons et un montant de 4,2 millions de dollars.
Le 9 janvier 2022, très peu utilisé par les Nuggets, il est transféré vers les Pistons de Détroit en échange de Rodney McGruder. Quatre jours plus tard, en raison d'un problème médical trouvé chez Bol Bol, l'échange entre les Pistons et les Nuggets est annulé.

#### Magic d'Orlando (2022-2023)
En janvier 2022, Bol Bol et son coéquipier P. J. Dozier sont transférés aux Celtics de Boston dans le cadre d’un échange avec les Spurs de San Antonio et les Nuggets de Denver.
En février 2022, il est à nouveau transféré, cette fois-ci au Magic d'Orlando.
Il n'est pas conservé par le Magic le 4 juillet 2023.

#### Suns de Phoenix (depuis 2023)
En juillet 2023, il signe pour une saison avec les Suns de Phoenix.

## Statistiques

### Universitaires
Les statistiques de Bol Bol en matchs universitaires sont les suivantes :
| Saison    | Équipe   | Matchs | Titul. | Min./m | % Tir | % 3pts | % LF | Rbds/m. | Pass/m. | Int/m. | Ctr/m. | Pts/m. |
| --------- | -------- | ------ | ------ | ------ | ----- | ------ | ---- | ------- | ------- | ------ | ------ | ------ |
| 2020-2021 | Oregon   | 9      | 9      | 29,8   | 56,1  | 52,0   | 75,7 | 9,60    | 1,00    | 0,80   | 2,70   | 21,00  |
| Carrière  | Carrière | 9      | 9      | 29,8   | 56,1  | 52,0   | 75,7 | 9,60    | 1,00    | 0,80   | 2,70   | 21,00  |

### Professionnelles

#### Saison régulière
Les statistiques de Bol Bol en NBA sont les suivantes :
| Saison    | Équipe   | Matchs | Titul. | Min./m | % Tir | % 3pts | % LF | Rbds/m. | Pass/m. | Int/m. | Ctr/m. | Pts/m. |
| --------- | -------- | ------ | ------ | ------ | ----- | ------ | ---- | ------- | ------- | ------ | ------ | ------ |
| 2019-2020 | Denver   | 7      | 0      | 12,4   | 50,0  | 44,4   | 80,0 | 2,70    | 0,90    | 0,30   | 0,90   | 5,70   |
| 2020-2021 | Denver   | 32     | 2      | 5,0    | 43,1  | 37,5   | 66,7 | 0,80    | 0,20    | 0,10   | 0,30   | 2,20   |
| 2021-2022 | Denver   | 14     | 0      | 5,8    | 55,6  | 25,0   | 40,0 | 1,40    | 0,40    | 0,10   | 0,10   | 2,40   |
| 2022-2023 | Orlando  | 70     | 33     | 21,5   | 54,6  | 26,5   | 75,9 | 5,80    | 1,00    | 0,40   | 1,20   | 9,10   |
| Carrière  | Carrière | 123    | 35     | 14,9   | 53,3  | 29,3   | 73,9 | 3,80    | 0,70    | 0,30   | 0,80   | 6,30   |

#### Playoffs
Les statistiques de Bol Bol en Playoffs NBA sont les suivantes :
| Saison   | Équipe   | Matchs | Titul. | Min./m | % Tir | % 3pts | % LF | Rbds/m. | Pass/m. | Int/m. | Ctr/m. | Pts/m. |
| -------- | -------- | ------ | ------ | ------ | ----- | ------ | ---- | ------- | ------- | ------ | ------ | ------ |
| 2020     | Denver   | 4      | 0      | 5,3    | 55,6  | 66,7   | 87,5 | 1,30    | 0,00    | 0,50   | 0,50   | 4,80   |
| 2021     | Denver   | 3      | 0      | 2,0    | 00,0  | 00,0   | 00,0 | 0,30    | 0,70    | 0,00   | 0,00   | 0,00   |
| Carrière | Carrière | 7      | 0      | 3,9    | 50,0  | 50,0   | 87,5 | 0,90    | 0,30    | 0,30   | 0,30   | 2,70   |

#### G League
Les statistiques de Bol Bol en NBA Gatorade League sont les suivantes :
| Saison    | Équipe     | Matchs | Titul. | Min./m | % Tir | % 3pts | % LF | Rbds/m. | Pass/m. | Int/m. | Ctr/m. | Pts/m. |
| --------- | ---------- | ------ | ------ | ------ | ----- | ------ | ---- | ------- | ------- | ------ | ------ | ------ |
| 2019-2020 | Windy City | 8      | 0      | 19,2   | 57,7  | 36,4   | 100  | 5,8     | 0,0     | 0,1    | 2,3    | 12,0   |
| Carrière  | Carrière   | 8      | 0      | 19,2   | 57,7  | 36,4   | 100  | 5,8     | 0,0     | 0,1    | 2,3    | 12,0   |

## Records sur une rencontre en NBA
Les records personnels de Bol Bol en NBA sont les suivants, :
| Type de statistique        | Saison régulière | Saison régulière                | Saison régulière | Playoffs | Playoffs                    | Playoffs      |
| Type de statistique        | Record           | Adversaire                      | Date             | Record   | Adversaire                  | Date          |
| -------------------------- | ---------------- | ------------------------------- | ---------------- | -------- | --------------------------- | ------------- |
| Points                     | 26               | Timberwolves du Minnesota       | 16 novembre 2022 | 11       | @ Jazz de l'Utah            | 21 août 2020  |
| Paniers marqués            | 12               | Timberwolves du Minnesota       | 16 novembre 2022 | 3        | @ Jazz de l'Utah            | 21 août 2020  |
| Paniers tentés             | 21               | Timberwolves du Minnesota       | 16 novembre 2022 | 7        | @ Jazz de l'Utah            | 21 août 2020  |
| Paniers à 3 points réussis | 5                | Pelicans de La Nouvelle-Orléans | 28 février 2025  | 1        | 2 fois                      | 2 fois        |
| Paniers à 3 points tentés  | 10               | 2 fois                          | 2 fois           | 2        | @ Jazz de l'Utah            | 21 août 2020  |
| Lancers francs réussis     | 5                | 3 fois                          | 3 fois           | 4        | @ Jazz de l'Utah            | 21 août 2020  |
| Lancers francs tentés      | 6                | Grizzlies de Memphis            | 25 février 2025  | 4        | @ Jazz de l'Utah            | 21 août 2020  |
| Rebonds offensifs          | 6                | @ Rockets de Houston            | 23 février 2024  | 2        | @ Jazz de l'Utah            | 21 août 2020  |
| Rebonds défensifs          | 15               | Suns de Phoenix                 | 11 novembre 2022 | 2        | @ Timberwolves du Minnesota | 23 avril 2024 |
| Rebonds totaux             | 15               | Suns de Phœnix                  | 11 novembre 2022 | 2        | 3 fois                      | 3 fois        |
| Passes décisives           | 5                | @ Heat de Miami                 | 9 avril 2023     | 1        | 2 fois                      | 2 fois        |
| Interceptions              | 2                | 8 fois                          | 8 fois           | 1        | 2 fois                      | 2 fois        |
| Contres                    | 4                | 7 fois                          | 7 fois           | 1        | 2 fois                      | 2 fois        |
| Balles perdues             | 6                | 2 fois                          | 2 fois           | 1        | 2 fois                      | 2 fois        |
| Minutes jouées             | 39               | @ Nets de Brooklyn              | 28 novembre 2022 | 9        | @ Jazz de l'Utah            | 21 août 2020  |

- Double-double : 8
- Triple-double : 0

Dernière mise à jour : 11 février 2025

## Vie privée
Bol Bol est le fils de l'ancien joueur de la NBA Manute Bol. Il a en tout dix frères et sœurs, y compris Madut Bol, qui a joué au basket-ball dans l'équipe universitaire des Southern Jaguars (en) et qui a obtenu son diplôme en 2013.